# 沈坤状元府

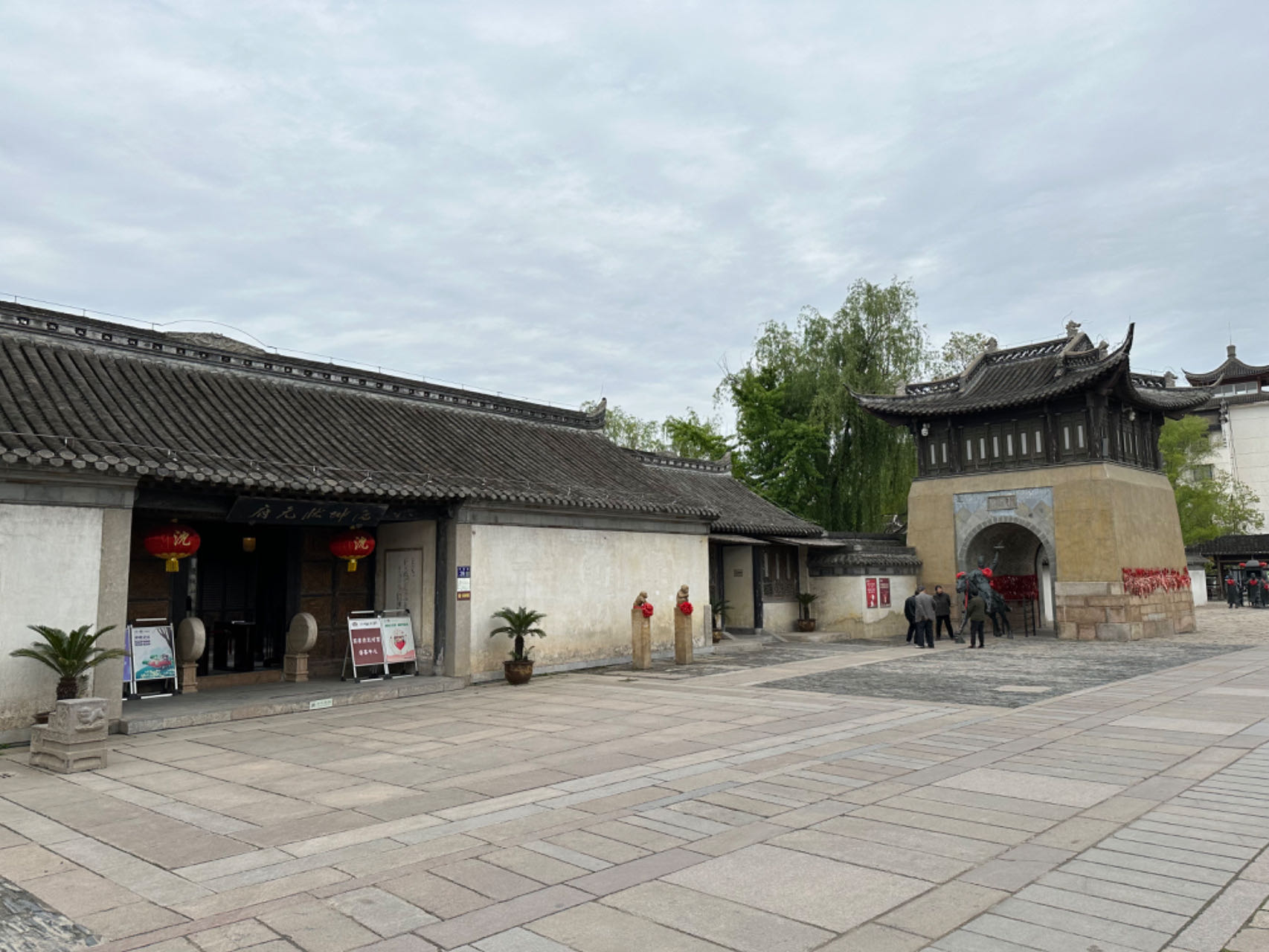
沈坤状元府南门及状元楼

沈坤状元府位于江苏省淮安市淮安区河下街道河下社区竹巷街39号，是在明朝嘉靖年间状元沈坤老宅的原址上复建的人文景点，由同济大学阮仪三教授团队于2013年开始复建，历时四年，投资上亿元，建筑群占地8800平方米、建筑4500平方米，包括状元楼、老宅区、习武区、向学区、园林区和纪念区（沈坤家祠）六部分。
其中园林区部分，由于并无关于沈坤家园的文献资料留存，但是沈坤状元府在清代中期转手卖给徽州盐商程易，关于程易寓园的史料记载在民国王觐宸的《淮安河下志》和清华大学贾珺教授的《淮安河下园林散记》中非常详实，于是根据寓园的史料记载，由扬州意匠轩进行了复原。